# Izwan Mahbud
Mohamad Izwan bin Mahbud (ur. 14 lipca 1990 w Singapurze) – singapurski piłkarz, grający na pozycji bramkarza.

## Kariera klubowa
Karierę piłkarską Mahbud rozpoczął w klubie Young Lions, gdzie występował w latach 2008–2012. W barwach tego klubu Mahbud rozegrał 64 spotkania.
Od 2012 do 2015 roku Mahbud był zawodnikiem Singapore Lions XII. W 2016 przeszedł do Tampines Rovers, a w 2018 do tajskiego klubu Nongbua Pitchaya.

## Kariera reprezentacyjna
W reprezentacji Singapuru Mahbud zadebiutował w 2011 roku. Wraz z reprezentacją wygrał on AFF Suzuki Cup w 2012 roku. Dotychczas w reprezentacji Mahbud rozegrał 21 spotkań.